# Coturnix
Coturnix és un gènere d'ocells de la subfamília dels perdicins (Perdicinae), dins la família dels fasiànids (Phasianidae). Aquestes guatlles viuen en praderies i zones obertes d'Euràsia, Àfrica i, a través d'Indonèsia, fins a Austràlia i Tasmània. Una espècie extinta habitava Nova Zelanda.

## Llistat d'espècies
S'han descrit cinc espècies vives dins aquest gènere:
- Guatlla coromandèlica (Coturnix coromandelica).
- Guatlla comuna (Coturnix coturnix).
- Guatlla arlequí (Coturnix delegorguei).
- Guatlla del Japó (Coturnix japonica).
- Guatlla cara-roja (Coturnix pectoralis).

Molts autors inclouen les dues espècies del gènere Excalfactoria, dins Coturnix.
La guatlla de Nova Zelanda (Coturnix novaezelandiae), es va extingir en la segona meitat del segle xix.